# Дедо I фон Веттин
Дедо I фон Веттин (Деди I; нем. Dedo I. von Wettin или Dedi I.; ок. 960 — 13 ноября 1009) — граф в Северном Гассегау (Мерзебург) с ок. 997, старший сын Дитриха I, графа в Гассегау, от брака с Иммой.

## Биография

### Ранние годы
Происходил из династии Веттинов. Детство Деди провёл у своего родственника, маркграфа Мейсена, Мерзебурга и Цайца Ригдага, который был одним из самых влиятельных людей в Восточной Саксонии. Основной источник информации о его биографии — «Хроника» Титмара Мерзебургского.
В 974—985 годах Деди участвовал в мятеже герцога Баварии Генриха II, который восстал против императора Оттона II. В 976 году Деди с набранной в Чехии армией захватил Цайц, разграбив епископскую церковь. Также он забрал в Чехию свою мать, уведя её якобы как пленницу. Однако после смерти Оттона II Деди перешёл на сторону Оттона III.

### Правление
У Деди были хорошие отношения с епископом Мерзебурга Гизельхером. Благодаря ему после смерти графа Мерзебурга Биницо Деди получил его владения — часть графства Мерзебург, которая располагалась в северном Гассегау между реками Виппер, Зале, Зальца и Вильдербах. Также Дедо и его младший брат Фридрих приобрели крепость Цёрбиг.
Последние годы жизни Деди провёл в борьбе с графами Вальбека. Ещё в 985 году, после смерти своего тестя, маркграфа Северной марки Дитриха фон Хальденслебен, Деди потребовал себе Северную марку. Однако император назначил маркграфом графа Вальбека Лотаря III. После смерти Лотаря в 1003 году Северную марку унаследовал его сын Вернер. По сообщению Титмара Мерзебургского, Деди оговорил Вернера перед императором Генрихом II, но вследствие болезни Вернера пфальцграф Саксонии Бурхард I фон Гозек не стал сразу лишать Вернера лена. Однако в июле Вернер напал на Деди около деревни Моза, в результате чего тот погиб, а Вернер был лишён Северной марки.
Владения Деди в итоге унаследовал его младший брат Фридрих I Айленбургский.

### Брак и дети
Жена: не позднее 985 Титбурга фон Хальденслебен, дочь маркграфа Северной марки Дитриха фон Хальденслебен. Сын:
- Дитрих II (убит 19 ноября 1034), граф Айленбурга с 1017 года, граф в гау Сиусули и в Гассегау с 1021 года.